# Montréal-les-Sources
Pour les articles homonymes, voir Montréal (homonymie).
Montréal-les-Sources est une commune française située dans le département de la Drôme en région Auvergne-Rhône-Alpes.

## Géographie

### Localisation
La commune est située à 20 km à l'est de Nyons, 17 km (par la route, 6 km à vol d'oiseau) de Rémuzat.

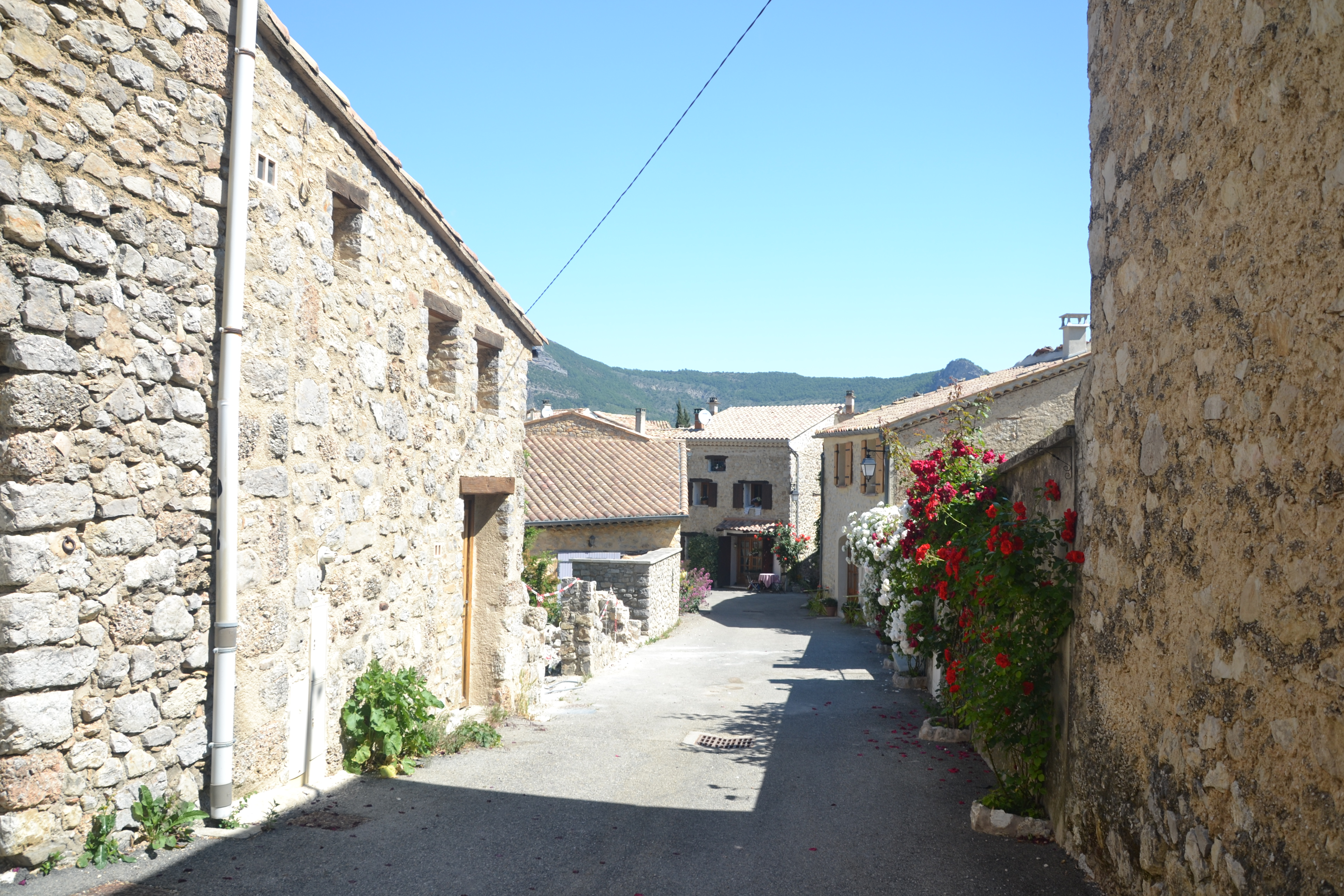
Ambiance du village.

Rattachée à la communauté de communes des Baronnies en Drôme provençale, Montréal-les-Sources est également une commune adhérente du parc naturel régional des Baronnies provençales.

### Communes limitrophes
Les communes limitrophes sont  Arpavon, Le Poët-Sigillat, Sahune et Saint-May.

### Relief et géologie
- Col d'Aubonne[1].

### Hydrographie
- Le ruisseau Montréal est un affluent de l'Eygue. Il parcourt 5,5 km à travers les communes de Sahune et de Montréal. En 1891, sa largeur moyenne était de 11,40 m, sa pente de 109 m, son débit ordinaire de 0,50 m3, extraordinaire de 15 m3[2].

### Climat
Pour des articles plus généraux, voir Climat d'Auvergne-Rhône-Alpes et Climat de la Drôme.
En 2010, le climat de la commune est de type climat des marges montargnardes, selon une étude du CNRS s'appuyant sur une série de données couvrant la période 1971-2000. En 2020, Météo-France publie une typologie des climats de la France métropolitaine dans laquelle la commune est exposée à un climat de montagne ou de marges de montagne et est dans la région climatique  Alpes du sud, caractérisée par une pluviométrie annuelle de 850 à 1 000 mm, minimale en été. 
Pour la période 1971-2000, la température annuelle moyenne est de 11,6 °C, avec une amplitude thermique annuelle de 16,4 °C. Le cumul annuel moyen de précipitations est de 978 mm, avec 7,6 jours de précipitations en janvier et 4,4 jours en juillet. Pour la période 1991-2020, la température moyenne annuelle observée sur la station météorologique de Météo-France la plus proche, « Remuzat »sur la commune de Rémuzat à 5 km à vol d'oiseau, est de 11,9 °C et le cumul annuel moyen de précipitations est de 889,2 mm,. Pour l'avenir, les paramètres climatiques de la commune estimés pour 2050 selon différents scénarios d'émission de gaz à effet de serre sont consultables sur un site dédié publié par Météo-France en novembre 2022.

## Urbanisme

### Typologie
Au 1er janvier 2024, Montréal-les-Sources est catégorisée commune rurale à habitat très dispersé, selon la nouvelle grille communale de densité à 7 niveaux définie par l'Insee en 2022.
Elle est située hors unité urbaine. Par ailleurs la commune fait partie de l'aire d'attraction de Nyons, dont elle est une commune de la couronne,. Cette aire, qui regroupe 17 communes, est catégorisée dans les aires de moins de 50 000 habitants,.

### Occupation des sols
L'occupation des sols de la commune, telle qu'elle ressort de la base de données européenne d’occupation biophysique des sols Corine Land Cover (CLC), est marquée par l'importance des forêts et milieux semi-naturels (82,1 % en 2018), en diminution par rapport à 1990 (83 %). La répartition détaillée en 2018 est la suivante : 
forêts (43,1 %), milieux à végétation arbustive et/ou herbacée (39 %), zones agricoles hétérogènes (12,8 %), cultures permanentes (5,1 %). L'évolution de l’occupation des sols de la commune et de ses infrastructures peut être observée sur les différentes représentations cartographiques du territoire : la carte de Cassini (XVIIIe siècle), la carte d'état-major (1820-1866) et les cartes ou photos aériennes de l'IGN pour la période actuelle (1950 à aujourd'hui).

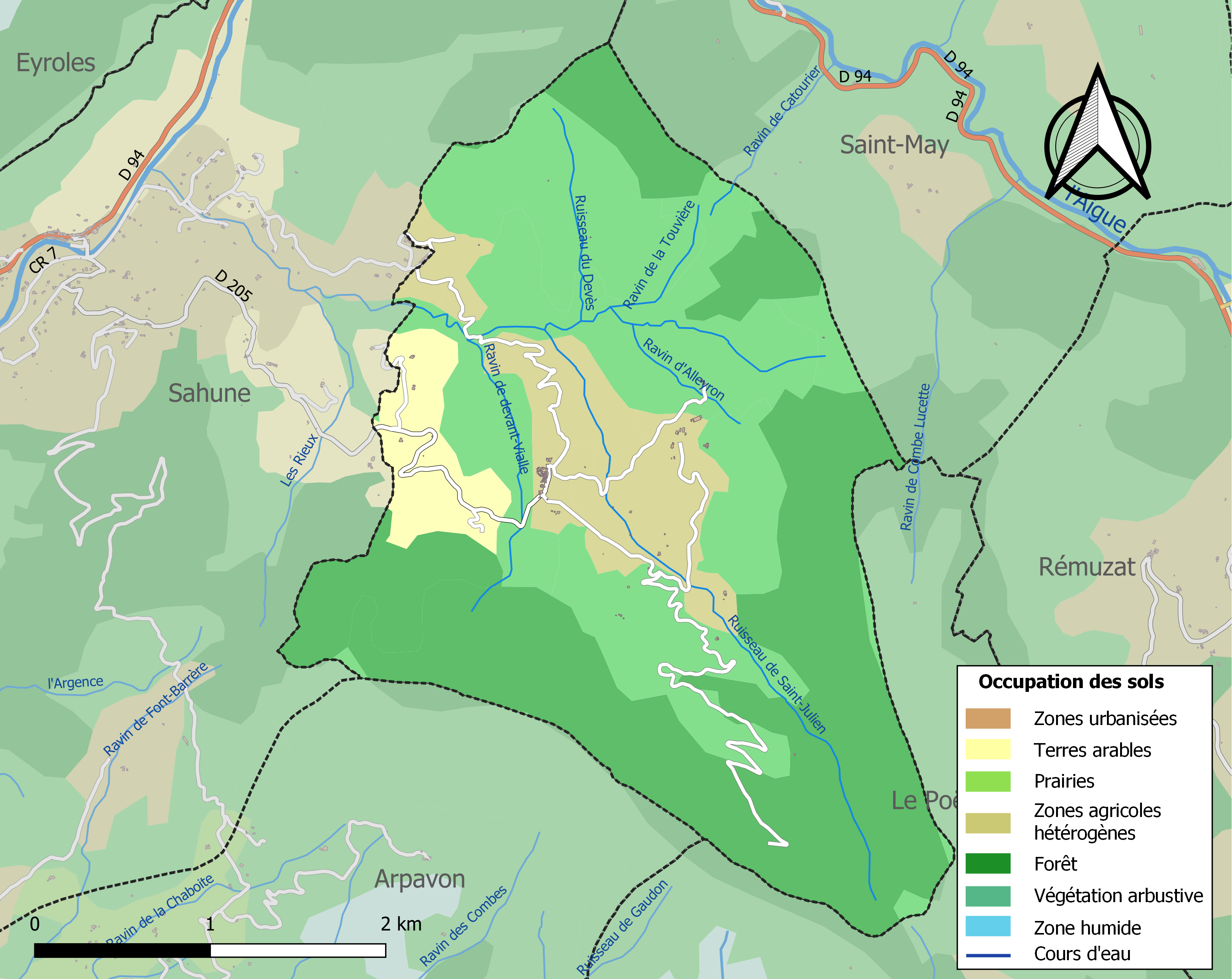
Carte des infrastructures et de l'occupation des sols de la commune en 2018 (CLC).

### Morphologie urbaine
Montréal-les-Sources est présenté comme un « village perché ».

### Habitat et logement
En 2018, le nombre total de logements dans la commune était de 45, alors qu'il était de 48 en 2013 et de 51 en 2008.
Parmi ces logements, 25,2 % étaient des résidences principales, 66 % des résidences secondaires et 8,8 % des logements vacants. Ces logements étaient en totalité  des maisons individuelles.
Le tableau ci-dessous présente la typologie des logements à Montréal-les-Sources en 2018 en comparaison avec celle du Drôme et de la France entière. Une caractéristique marquante du parc de logements est ainsi une proportion de résidences secondaires et logements occasionnels (66 %) très supérieure à celle du département (8 %) et à celle de la France entière (9,7 %). Concernant le statut d'occupation de ces logements, 100 % des habitants de la commune sont propriétaires de leur logement (92,9 % en 2013), contre 61,9 % pour le Drôme et 57,5 % pour la France entière.
| Typologie                                               | Montréal-les-Sources | Drôme | France entière |
| ------------------------------------------------------- | -------------------- | ----- | -------------- |
| Résidences principales (en %)                           | 25,2                 | 83,3  | 82,1           |
| Résidences secondaires et logements occasionnels (en %) | 66                   | 8     | 9,7            |
| Logements vacants (en %)                                | 8,8                  | 8,6   | 8,2            |

## Toponymie
Selon le dictionnaire topographique du département de la Drôme, la localité est attestée sous les noms de :
- 1231 : Castrum de Mons Réal (Inventaire des dauphins, 240).
- 1284 : Castrum de Monte Regali (Valbonnais, II, 118).
- 1293 : Castrum Montis Regalis (Valbonnais, I, 35).
- 1891 : Montréal, commune du canton de Rémuzat.

Le conseil municipal demande en 1918 que le nom de la commune, jusqu'alors Montréal', soit complété par -les-Sources afin d'éviter les errements du courrier à travers les différents Montréal de France, ce qui est obtenu en 1920.
La première partie du toponyme provient du latin mons « montagne, mont, élévation ».
Deux hypothèses pour la deuxième partie :
- de l'ancien français réal « royal » issu du latin regalis[réf. nécessaire].
- d'un russeal « ruisseau » (1120). Une copie fautive aurait transformé réal puis réalis en régalis souvent traduit par « royal » mais le ru en provençal désigne le ruisseau et la prononciation en langue vernaculaire du village est Monriaou[réf. nécessaire].

## Histoire
Pour un article plus général, voir Histoire de la Drôme.

### Antiquité
Dans les années 1947-1948, a été trouvée une épitaphe datée du Ier siècle (conservée actuellement dans le château de Sahune) qui était dédiée à un Lucius Valerius Cometius, vétéran de la Legio VIII Augusta.
Ce dernier serait venu se retirer vraisemblablement dans son domaine familial après son service. Malgré son nom latin, conforme aux normes de l'époque, il s'agissait probablement d'un Voconce qui jouissait de la citoyenneté romaine. Il avait servi sous les militavit armis antesignanis (« armes précédant les enseignes »), c'est-à-dire dans un peloton d'élite,.

### Du Moyen Âge à la Révolution
La seigneurie :
- Au point de vue féodal, Montréal était une terre des barons de Sahune ou d'Ancezune.
- 1201 : les princes d'Orange de la maison de Baux y acquièrent quelques droits.
- 1282 : la terre est hommagée aux barons de Mévouillon.
- 1336 : elle passe aux dauphins, héritiers des barons de Mévouillon.
- 1341 : les dauphins vendent leurs droits aux princes d'Orange.
- Passe (par mariage) aux Saluces.
- Recouvrée par les princes d'Orange. Ces derniers la donnent en apanage à un bâtard.
- Vers 1501 : passe (par héritage) aux Poitiers d'Allan.
- Vers 1551 : passe (par mariage) aux Pape-Saint-Auban.
- 1602 : passe (par mariage) aux Caritat.
- Vendue presque aussitôt aux Fortia.
- Vers 1730 ; passe (par mariage) aux Galéan de Gadagne, derniers seigneurs.

Avant 1790, Montréal était une communauté de l'élection de Montélimar et de la subdélégation et du bailliage du Buis, formant une paroisse du diocèse de Sisteron.

#### Saint-Julien
Ancienne chapelle et quartier de la commune de Montréal. La chapelle existait encore en 1792. En 1891, elle est en ruine

### Révolution française et Empire
En 1790, la commune est comprise dans le canton de Sainte-Jalle. La réorganisation de l'an VIII en fait une commune du canton de Rémuzat.

## Politique et administration

### Rattachements administratifs et électoraux

#### Rattachements administratifs
La commune se trouve dans l'arrondissement de Nyons du département de la Drôme.  
Elle faisait partie depuis 1801 du canton de Rémuzat. Dans le cadre du redécoupage cantonal de 2014 en France, cette circonscription administrative territoriale a disparu, et le canton n'est plus qu'une circonscription électorale.

#### Rattachements électoraux
Pour les élections départementales, la commune fait partie depuis 2014 du canton de Nyons et Baronnies
Pour l'élection des députés, elle fait partie de la troisième circonscription de la Drôme.

### Intercommunalité
Penvénan était membre de la très petite communauté de communes du Pays de Rémuzat, un établissement public de coopération intercommunale (EPCI) à fiscalité propre créé fin 1999  et auquel la commune avait transféré un certain nombre de ses compétences, dans les conditions déterminées par le code général des collectivités territoriales.
Dans le cadre des dispositions de la loi portant nouvelle organisation territoriale de la République du 7 août 2015, qui prévoit que les établissements publics de coopération intercommunale (EPCI) à fiscalité propre doivent avoir un minimum de 15 000 habitants, cette intercommunalité a fusionné avec sa voisine pour former, le 1er janvier 2017, la communauté de communes des Baronnies en Drôme provençale, dont est désormais membre la commune.

### Liste des Maires
| Période                                  | Période                        | Identité           | Étiquette | Qualité |
| ---------------------------------------- | ------------------------------ | ------------------ | --------- | --- |
| Les données manquantes sont à compléter. |                                |                    |           | |
|                                          |                                |                    |           | |
| an VIII                                  |                                | Joseph Buix        |           | |
| 1834                                     |                                | Siffren Bouchet    |           | |
| 1865                                     |                                | Jean Cornillac     |           | |
| 1873                                     |                                | Adrien Armand      |           | |
| 1878                                     |                                | Ferdinand Gras     |           | |
| 1882                                     |                                | Xavier Laugier     |           | |
| 1888                                     |                                | Fabien Gras        |           | |
| 1892                                     |                                | Auguste Armand     |           | |
| 1896                                     |                                | Hypolite Armand    |           | |
| 1904                                     |                                | Joseph Gras        |           | |
| 1911                                     |                                | Hypolite Armand    |           | |
| 1912                                     |                                | Ferdinand Gras     |           | |
| 1919                                     |                                | Louis Armand       |           | |
| 1929                                     |                                | Charles Jouffrey   | SFIO      | |
|                                          |                                |                    |           | |
| 1965                                     |                                | René Gras          | DVG       | |
|                                          |                                | Raoul Jouffrey     | PS        | |
| avant avril 1992                         | juin 1995                      | Carole Lhomme      | DVD       | |
| juin 1995                                | mars 2008                      | Christian Jévaudan | DVD       | |
| mars 2008                                | mai 2022                       | Christian Bartheye | DVD       | Agriculteur retraité Grand maître de la confrérie de l’Olive de Nyons Commandeur de l’Ordre du Mérite agricole Mort en fonction. |
| juillet 2022                             | En cours (au 16 décembre 2022) | Didier Laffitte    |           | |

#### Distinctions et labels
En 2014, la commune obtient du label « ville fleurie » avec « une fleur » attribuée par le Conseil national des villes et villages fleuris de France au concours des villes et villages fleuris. La deuxième fleur est obtenue en novembre 2019. Le village est alors la plus petite commune de France à recevoir ce label.

## Population et société

### Démographie
L'évolution du nombre d'habitants est connue à travers les recensements de la population effectués dans la commune depuis 1793. Pour les communes de moins de 10 000 habitants, une enquête de recensement portant sur toute la population est réalisée tous les cinq ans, les populations de référence des années intermédiaires étant quant à elles estimées par interpolation ou extrapolation. Pour la commune, le premier recensement exhaustif entrant dans le cadre du nouveau dispositif a été réalisé en 2007.

En 2022, la commune comptait 25 habitants, en évolution de +4,17 % par rapport à 2016 (Drôme : +2,64 %, France hors Mayotte : +2,11 %).
| 1793 | 1800 | 1806 | 1821 | 1831 | 1836 | 1841 | 1846 | 1851 |
| ---- | ---- | ---- | ---- | ---- | ---- | ---- | ---- | ---- |
| 200  | 211  | 190  | 173  | 230  | 220  | 225  | 215  | 210  |

| 1856 | 1861 | 1866 | 1872 | 1876 | 1881 | 1886 | 1891 | 1896 |
| ---- | ---- | ---- | ---- | ---- | ---- | ---- | ---- | ---- |
| 170  | 178  | 172  | 177  | 158  | 163  | 163  | 154  | 146  |

| 1901 | 1906 | 1911 | 1921 | 1926 | 1931 | 1936 | 1946 | 1954 |
| ---- | ---- | ---- | ---- | ---- | ---- | ---- | ---- | ---- |
| 133  | 120  | 107  | 98   | 105  | 99   | 83   | 75   | 42   |

| 1962 | 1968 | 1975 | 1982 | 1990 | 1999 | 2006 | 2007 | 2012 |
| ---- | ---- | ---- | ---- | ---- | ---- | ---- | ---- | ---- |
| 34   | 35   | 21   | 37   | 33   | 22   | 28   | 29   | 30   |

| 2017 | 2022 | - | - | - | - | - | - | - |
| ---- | ---- | - | - | - | - | - | - | - |
| 23   | 25   | - | - | - | - | - | - | - |

### Manifestations culturelles et festivités
- Fête : premier dimanche de septembre[1].

#### Sports et loisirs
- Randonnées : sentiers pédestres vers le Poët-Sigillat et Rémuzat[1].

### Enseignement
La commune est rattachée à l'académie de Grenoble.

### Médias
Le territoire de la commune se situe dans l'aire de diffusion de plusieurs médias :
- Presse écrite
  - Le Dauphiné libéré, quotidien régional qui consacre, chaque jour, y compris le dimanche, un ou plusieurs articles à l'actualité du canton et de la commune, ainsi que des informations sur les éventuelles manifestations locales, les travaux routiers, et autres événements divers à caractère local.
  - L'Agriculture Drômoise, journal d'informations agricoles et rurales, couvre l'ensemble du département de la Drôme.
  - Drôme Hebdo (ancien Peuple Libre), hebdomadaire chrétien d'informations.
- Presse audio-visuelle
  - France Bleu est une radio publique diffusée sur son territoire.

## Économie
En 1992 : bois, pâturages (ovins), abricotiers.

## Culture locale et patrimoine

### Lieux et monuments
- Fontaine des Nayses[1].
- La chapelle Saint-Julien, chapelle rurale de style roman[1].
Au XIe siècle, cette chapelle payait une redevance à l'évêque de Sisteron. Par charte du pape Innocent II, la chapelle devient une possession bénédictine[réf. nécessaire].
Cette chapelle surplombe le torrent dit de Saint-Julien à un kilomètre environ au sud-est du village. De ce monument il ne reste plus que l'abside ronde et voûtée, la nef a été détruite. Les offices réguliers étant tenus dans l'église du village, elle a été délaissée. Les travaux d'aménagement du nouveau cimetière ont permis de découvrir des vestiges funéraires confirmant que ce lieu avait déjà servi de sépulture[réf. nécessaire].
En 1850, le chanoine Isnard, ancien curé de Lemps, fait de la chapelle une description romantique : « combe » "Ce petit sanctuaire est aujourd'hui totalement abandonné. Sa porte vermoulue est arrachée de ses gonds, et gît sur la pelouse. L'extrados de sa voûte se montre dépouillée d'une partie de sa couverture en tuiles creuses. Tandis que la pluie du ciel dégrade le faîte du monument, les eaux furieuses qui descendent de la montagne viennent battre et ruiner ses fondations ; déjà les premières assises sont entamées. Ruinées par la base, elles perdent chaque jour de leur cohésion, elles se désagrègent une à une, et glissent dans le ravin à six mètres de profondeur.
Si l'édilité de Montréal, si peu soucieuse de son histoire, ne porte pas un prompt remède à cet état de choses, bientôt la masse de l'édifice aura perdu son équilibre, il s'écroulera en quartiers de murs et descendra comme une avalanche dans l’abîme sur lequel il est suspendu, pour ensevelir l'histoire de son passé dans un éternel oubli. »[réf. nécessaire].
Depuis des travaux de restauration ont permis à l'édifice de retrouver son aspect d'antan[réf. nécessaire].

- Grottes et Bois du Seigneur[1].
- Col d’Ambonne

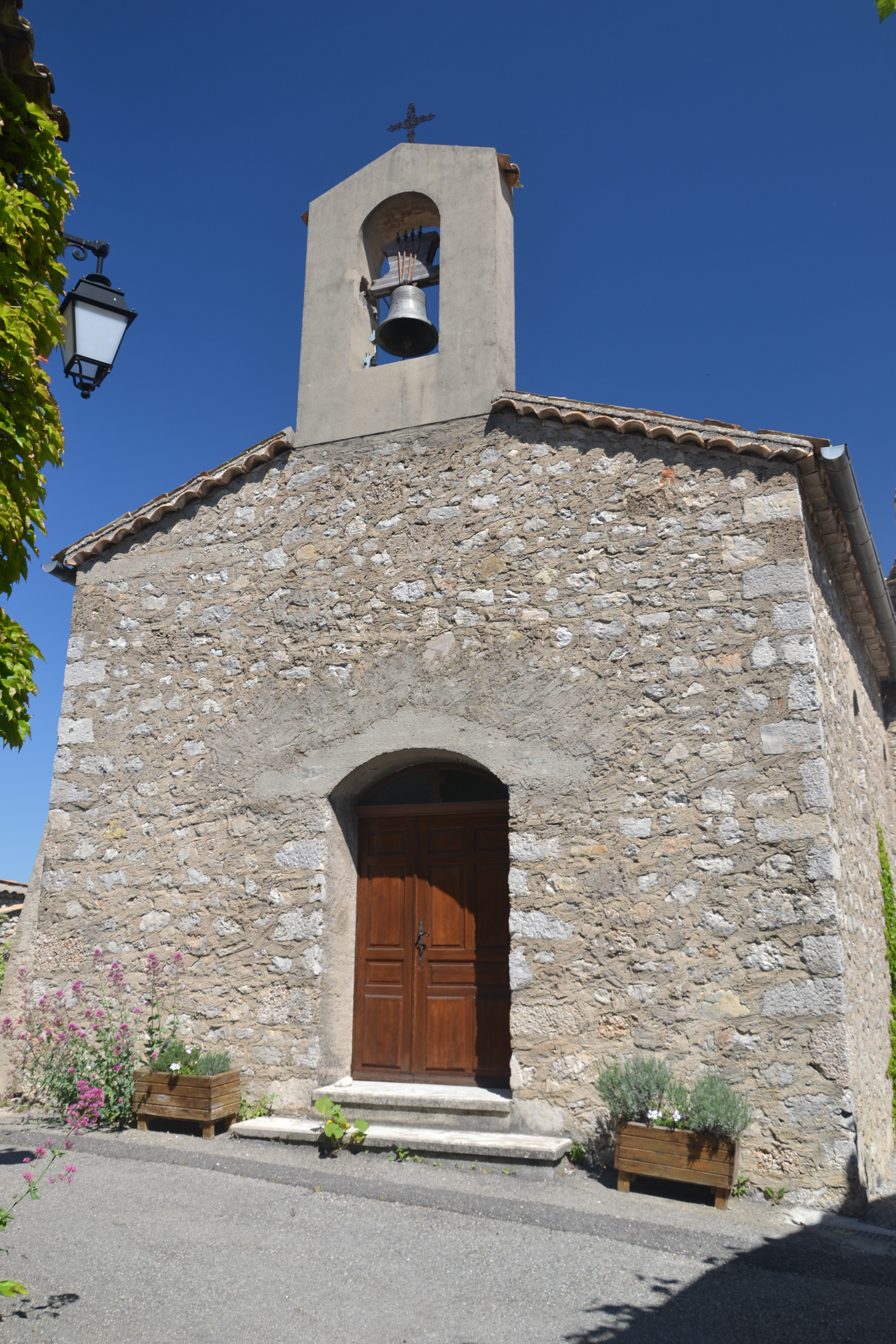
La chapelle Saint-Julien
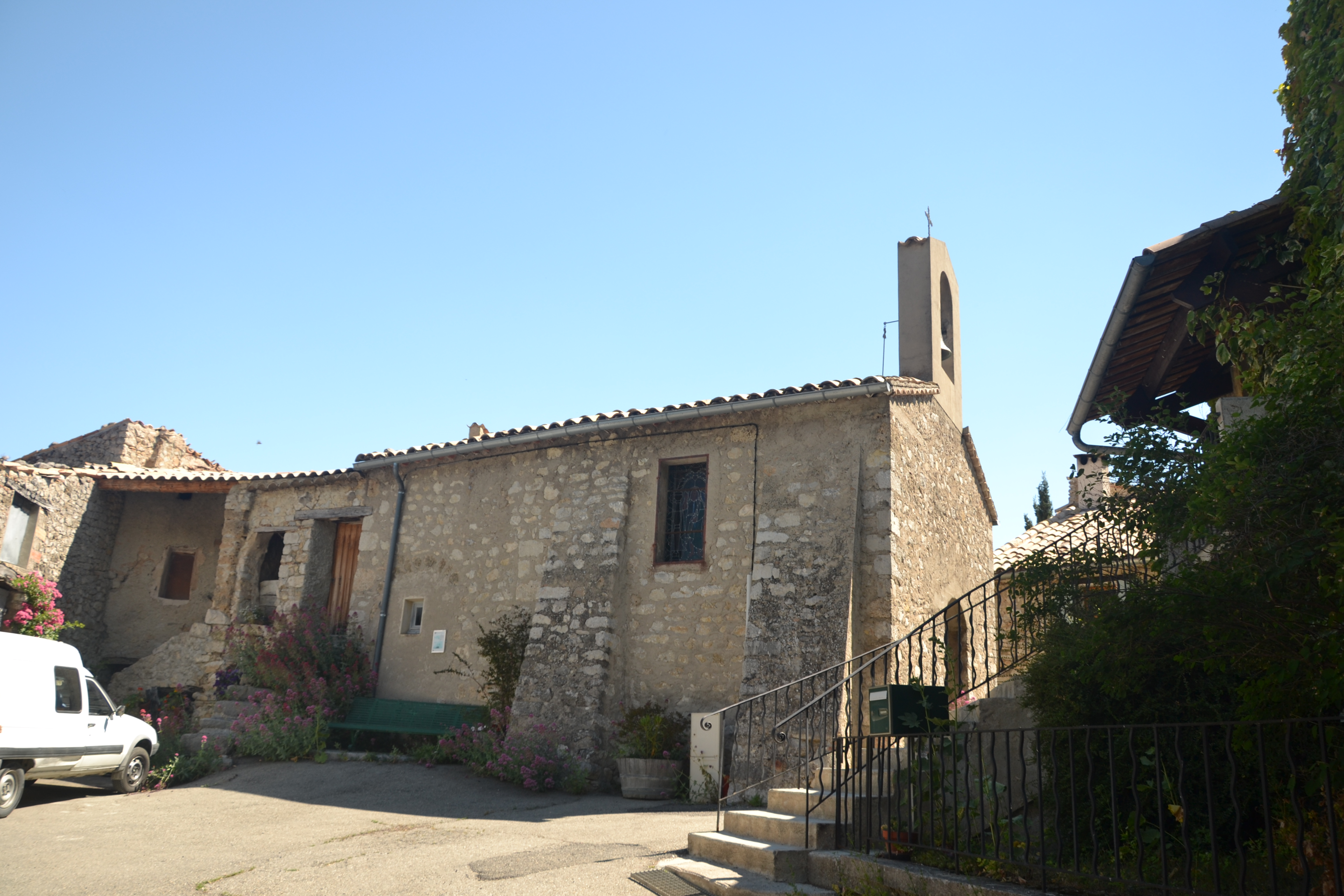
Côté de la chapelle.
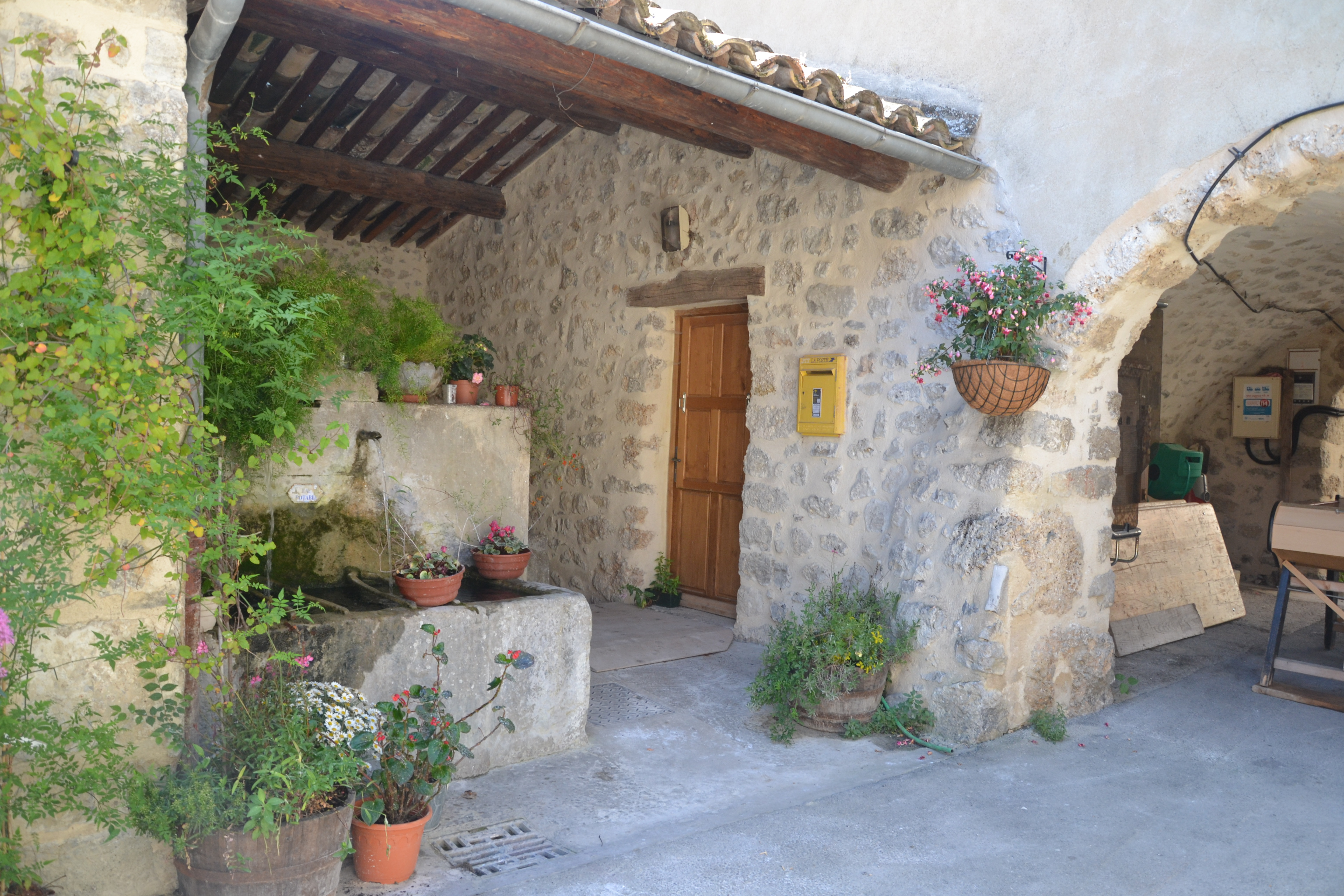
Lavoir et fontaine.
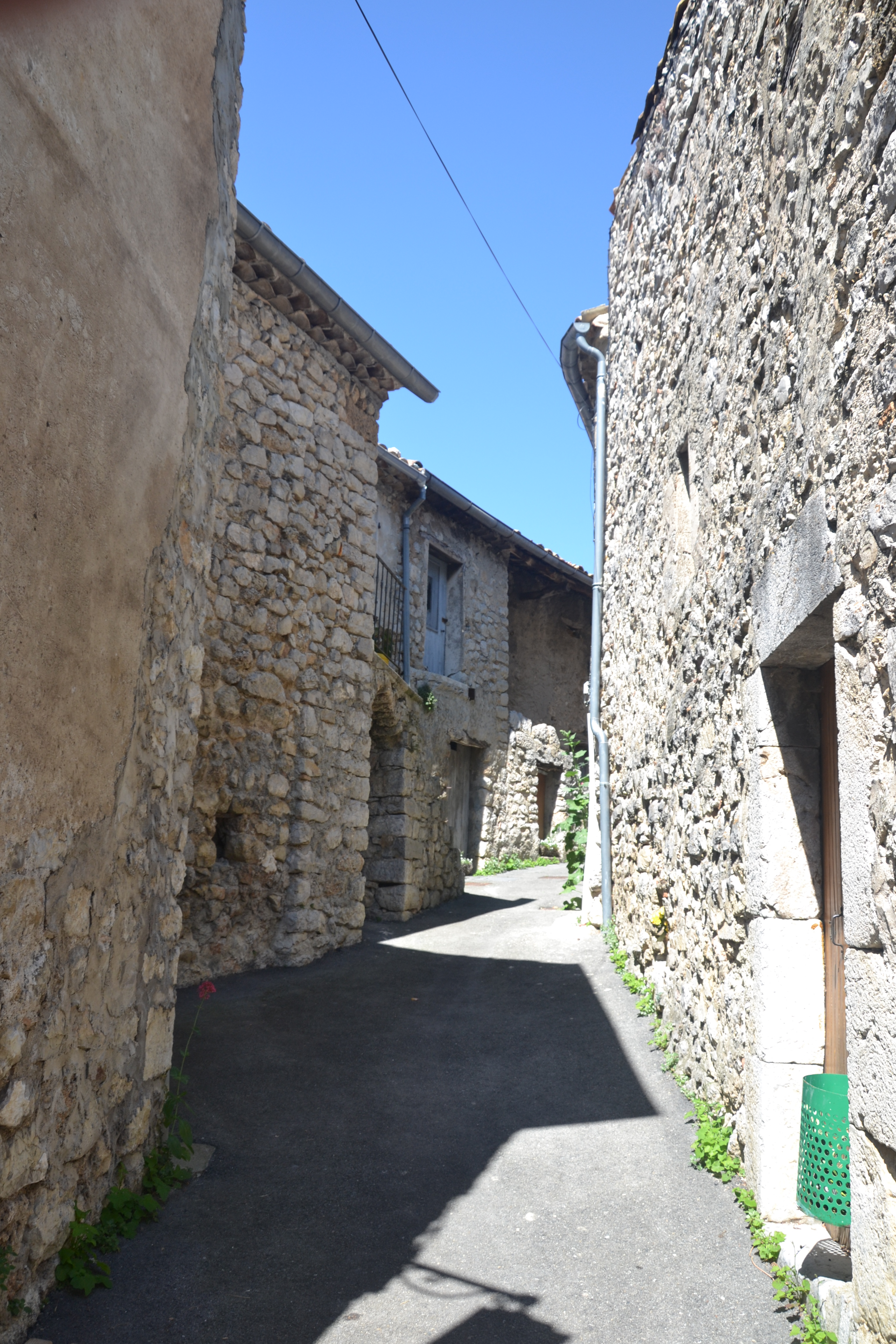
Une rue.
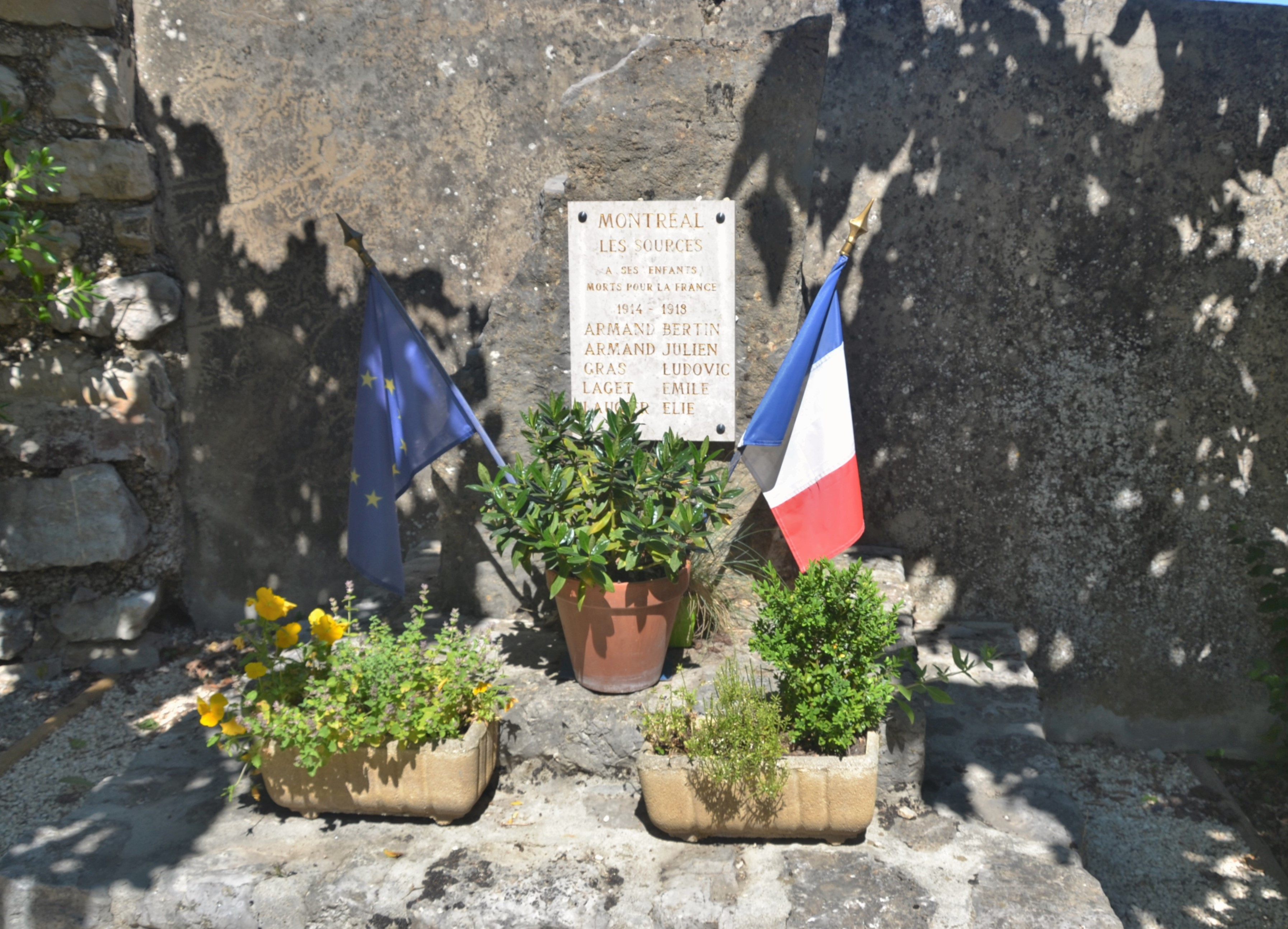
Monument aux morts.

## Pour approfondir